# Oliver Weber
Pour les articles homonymes, voir Weber.
Oliver Weber, né en 1970 à Munich, est un photographe allemand et professeur des universités (California University). Ses domaines de prédilection sont le reportage, le portrait, et la photographie de rue. Il a gagné une reconnaissance internationale du fait de ses nombreuses collaborations avec des maisons d'édition et des magazines réputés, tels que Die Zeit, Der Spiegel, El Pais et Merian (Reisemagazin) (de).

## Expositions
- Fidels Kinder, Passau City, Allemagne (2005)
- Humans, Foto 21 Gallery, Bredevoort, Pays-Bas (2007)
- Contactos, Arte Novum Gallery, Göttingen, Allemagne (2008)
- Marrakech, Bochum (Allemagne) (2011)
- Polaroids, DOCUMENTA (13), Kassel, Allemagne (2012)
- Humans, G.P. Kelly Stiftung, Gammertingen-Harthausen, Allemagne (2012)
- Curious Camera Event, ArtsEye Gallery, Tucson, AZ, États-Unis d'Amérique (2012)
- Magical Forest, Rotunde, Bochum, Allemagne (2012)
- Magical Forest, A Smith Gallery, Johnson City, TX, États-Unis d'Amérique (2012)
- Magical Forest, Photokina, Cologne, Allemagne (2012)
- Social Life at Beach, Affordable Art Fair, Hamburg, Allemagne (2012)
- Social Life at Beach, Galerie Lichtkreuzung, Munich, Allemagne (2013)
- Social Life at Beach, 8. Internationales Medien Festival, Munich, Allemagne (2015)